# Parc Krekovic

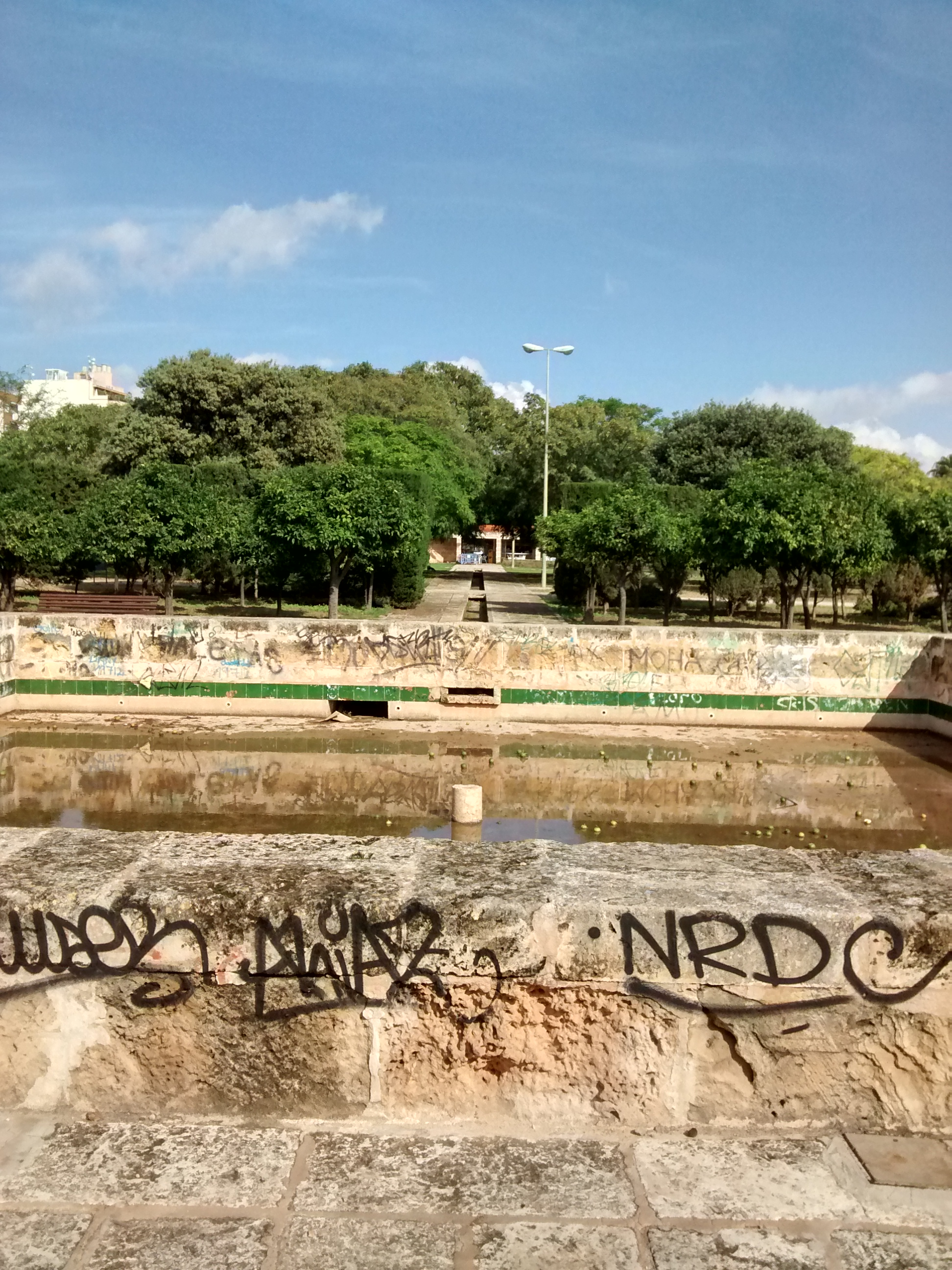
En el més profund del parc i envoltada de xiprers i tarongers bords trobem l'antiga font Krekovic actualment en desús. En els dies de pluja la font s'omple d'aigua de pluja i també de taronges bordes que els nens tiren dins de la font plena d'aigua

El Parc de Kristian Krekovic, o simplement Parc Krekovic com es coneix popularment, és un parc urbà situat al barri Polígon de Llevant de la ciutat de Palma (Illes Balears). Va ser inaugurat el 1990 i denominat així en homenatge al pintor croat Kristian Krekovic, que va residir a la ciutat des de 1960 fins a la seva mort en 1985. Des de 1981 se situa en aquesta parcel·la el Museu Krekovic, que compta amb la col·lecció pictòrica que l'artista va realitzar durant els seus últims anys de vida a Mallorca. Aquestes obres tracten temes propis de la cultura mediterrània i precolombina.
El parc té la grandària de sis illes de cases, amb aproximadament uns 40.204 m² d'àrea distribuïda entre zones verdes i pavimentades. Posseeix una densa i variada arborització, amb nombroses espècies com juníperos, dragos o falsos pimenters, si bé abunden les palmeres i els pins. A més, compte dins del seu mobiliari urbà, amb bancs, una pèrgola d'uns 20 metres de longitud al costat de la qual es troba un bar, quatre obeliscs i diversos elements típics d'espais públics. El parc està voltat per un mur i consta de quatre entrades, situades en cadascun dels diferents carrers que l'envolten (Manuel Azaña, Caracas, Ciutat de Querétaro i avinguda de Mèxic).
El parc és una de les àrees més transitades de la zona, per trobar-se entre els barris de Foners, Polígon de Llevant i Pere Garau. En ell es duen a terme amb freqüència diferents activitats lúdiques i culturals, com la Can Party, una festa benèfica canina l'última edició de la qual va tenir lloc al maig de 2011. En ella, a més de reivindicar els drets d'aquests animals, es va demanar que una zona del parc fos habilitada com a espai per a gossos. També ha aparegut en literatura; al 2002 Javier Bizarro, un jove català establert a Palma es va presentar a Sevilla amb l'obra Els fantasmes del Parc Kristian Krekovic al certamen de poesia Antonio Machado, on va obtenir el primer premi.
A més és freqüentat per bandes llatines, que l'utilitzen com el seu punt de reunió. En algunes ocasions s'han arribat a produir fortes baralles en les quals ha hagut d'intervenir la policia. També en aquest parc es duu a terme la venda d'estupefaents, havent estat detinguts diversos traficants que actuaven en el Krekovic i trobades xeringues pels empleats de manteniment.